# Fort de Bertheaume
Le fort de Bertheaume se trouve dans le Finistère, à Plougonvelin (France). Il est situé sur un îlot, accessible à marée basse, qui est de nos jours relié à la terre ferme par une passerelle. Il a longtemps servi à la surveillance du goulet de Brest.

## Étymologie
Ce nom « Bertheaume », parfois écrit « Berthomme » , vient très probablement du Breton « [A]ber C'homm ». Le mot Aber signifiant ici  « Crique », « Baie » ou « Mouillage » (Sens attesté en Breton mais aussi en Gallois) et C'homm ou Komm (en version non mutée) signifiant dans ce contexte « Combe» ou « Vallée» ( En Gallois « Cwm »). « Bertheaume » signifiant ainsi « La baie de la vallée ».

## Histoire
Le site est utilisé de longue date : sur le site ont été retrouvés des silex du mésolithique et sur la partie terrestre des tombes à coffre datant de l'âge du bronze.
Le rocher s'est appelé un temps Karreg Poncelin car « Guyomarc Pontcellin esquier sieur dudit lieu capitaine de la paroisse de Plouzané en l’an mil quatre cent septante deux et en cette qualité fut tué par les anglais en la dite année en les repoussant de la terre où ils étaient descendus en à Berthomme (Fort de Bertheaume) et le rocher où il fut tué s’appelle vulgairement et jusqu'à présent « carec Pontcellin », qui est pour faire voir que les seigneurs de Pontcellin ont été toujours bons vroys et fidèles serviteurs de leur prince et de leur pays ».

### Fortification par Vauban
Le fort de Bertheaume apparaît pour la première fois dans un acte du 8 mars 1474, mais il semble que ce premier fort ait été détruit en 1558. C'est ensuite Vauban qui décida d'en faire le premier rempart de défense de la rade de Brest en y établissant une batterie en 1689, afin de repousser une attaque ou un débarquement anglais. Elle prouva son utilité au cours du débarquement manqué des Anglais à Camaret en 1694.
Jusqu'en 1835, date de construction de la première passerelle, l'îlot n'est relié au continent que par une nacelle.
Les casernes et le mur d'enceinte, les magasins à poudre (dont l'un se trouve à 13 mètres sous terre) et la batterie basse datent du milieu du XVIIIe siècle. D'autre part, des casemates ont été construites entre 1880 et 1890.

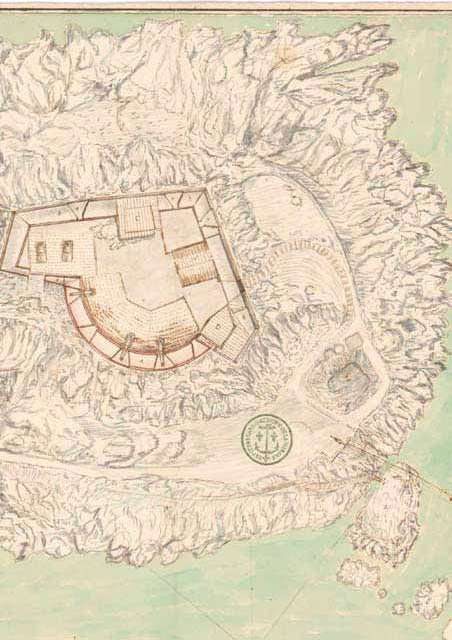
Plan général du fort de Bertheaume à la fin du XVIIe siècle.

### Le fort de Bertheaume auXIXesiècle
Pol Potier de Courcy le décrit ainsi en 1867 :

« Le château ou fort de Bertheaume, construit sur un rocher isolé, est réuni par un pont à cordes à un autre îlot, auquel on communique par un pont de planches. Lorsque la nuit étend sur la terre son voile funèbre, et que l'océan, perdant l'azur de ses flots et la blancheur de son écume, ne garde que ses gémissement et son effrayante immensité, le château de Bertheaume, vaguement éclairé par la lune projetant dans la baie ses longues traînées de lumière, prend, au milieu des rochers qui l'entourent, une forme bizarre et fantastique. »

Représentations dans l'art
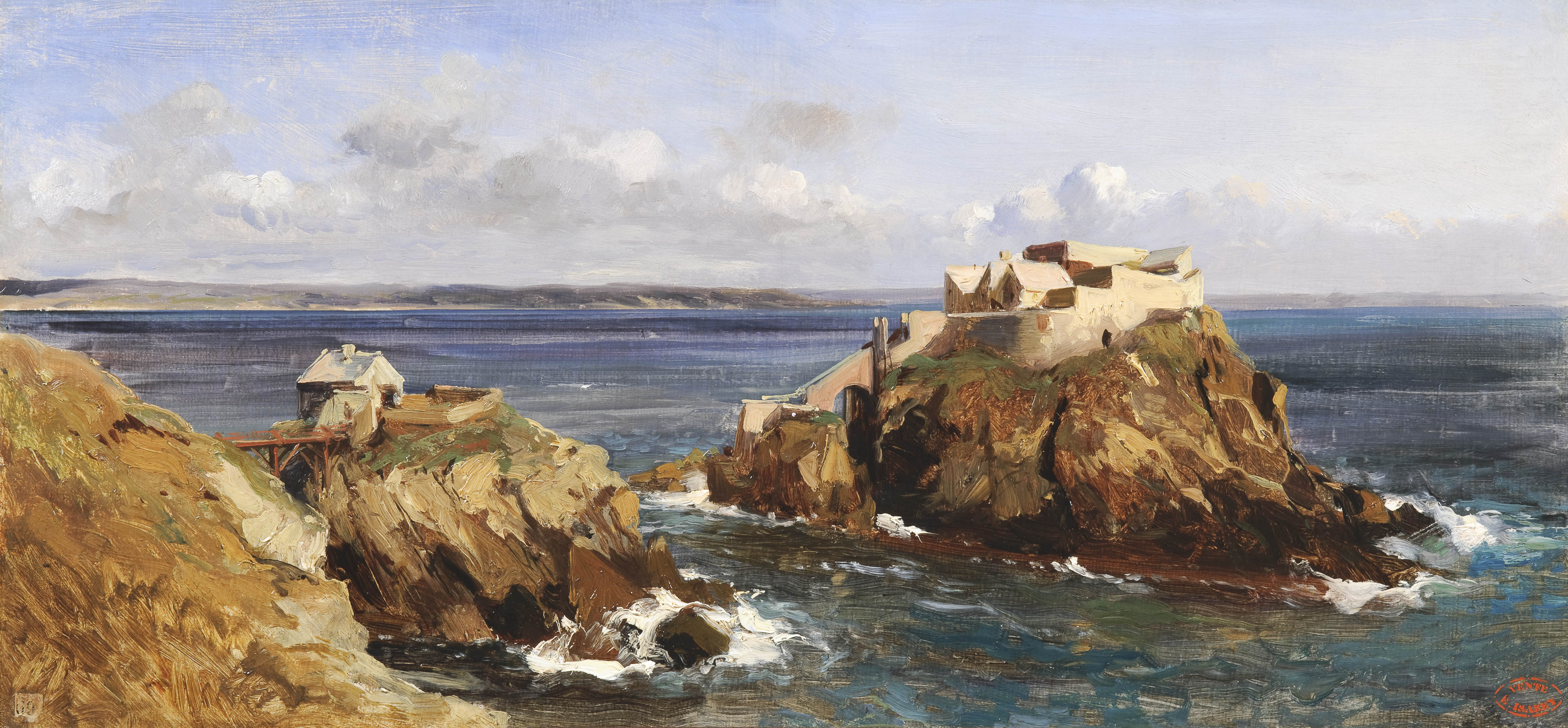
Vue du fort de Bertheaume, vers 1850 Fondation Custodia, Paris
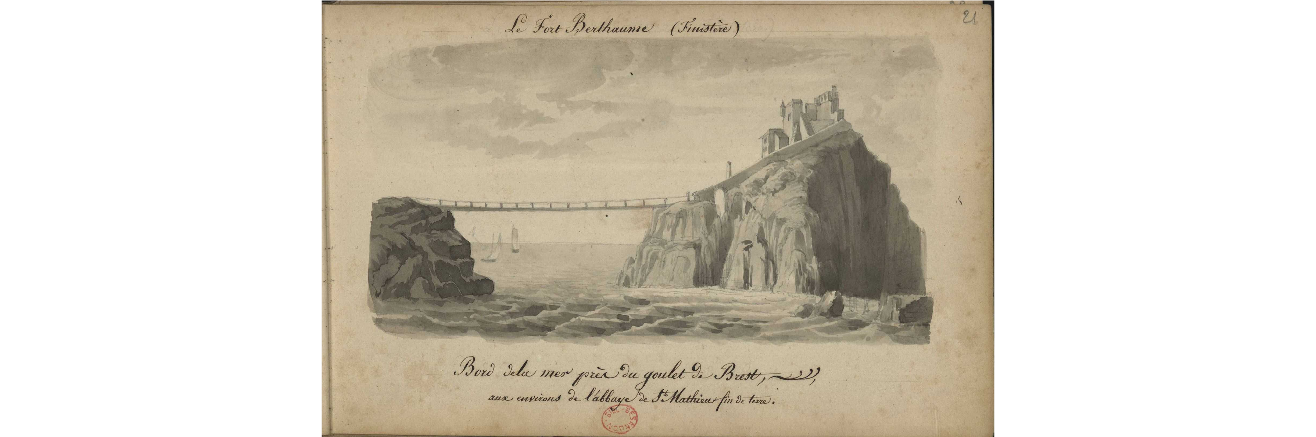
Fort de Bertheaume (Finistère), Juillet 1850 Encre par Désiré Monnier
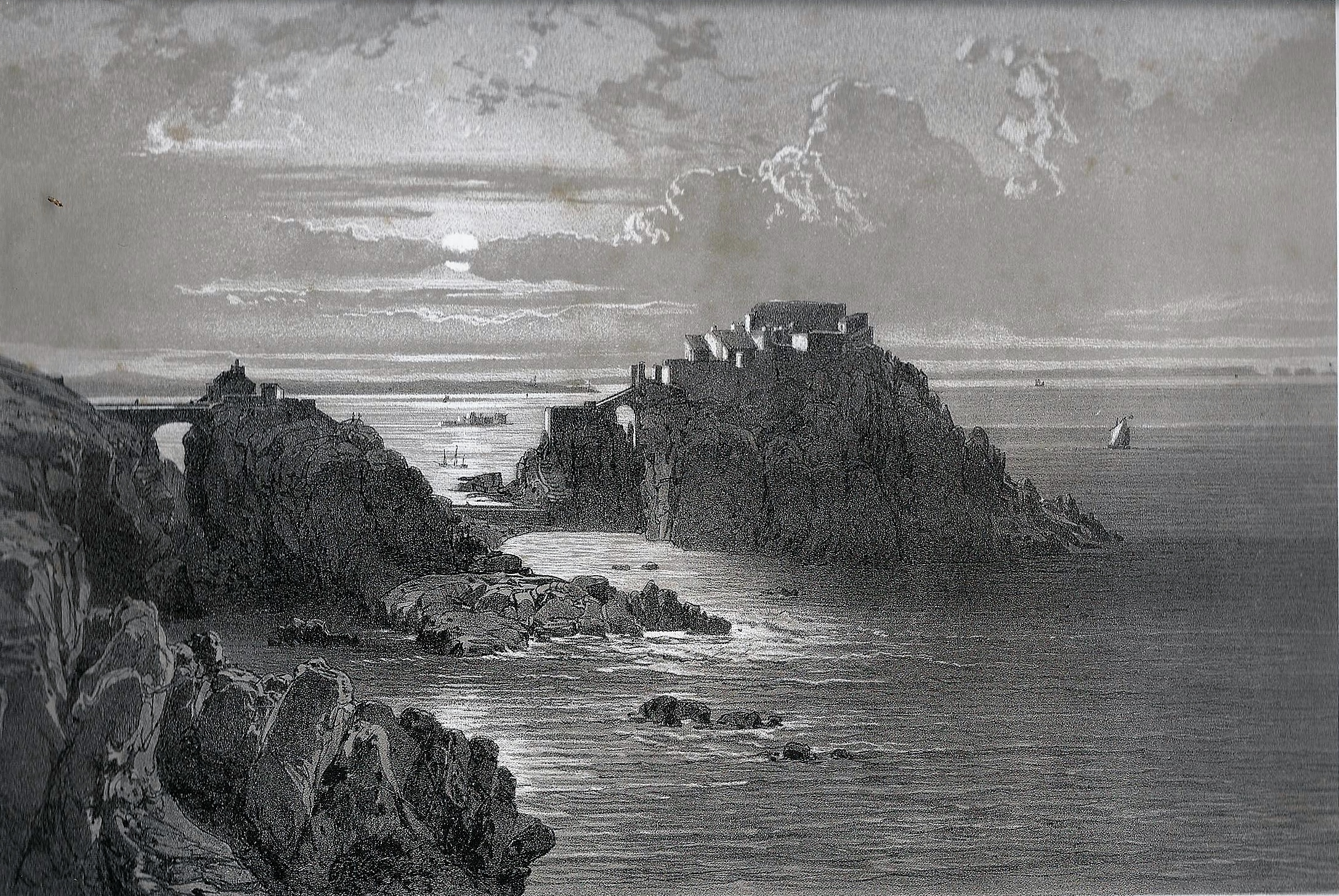
Le Fort de Bertheaume, 1867 dessin de Félix Benoist

### Seconde Guerre mondiale
Peu à peu perfectionné, le fort servira aux troupes allemandes qui s'y installent dès 1940. Ce fut d'ailleurs une redoutable poche de résistance à la Libération. Après la guerre, l'îlot et la partie continentale, propriétés du ministère de la Défense, vont rester quarante-cinq ans abandonnés sous la végétation.
Plusieurs naufrages sont survenus à proximité de Bertheaume :
- l'aviso Vauquois en 1940 ;
- le baliseur Émile-Allard en 1943 ;
- le Spece Spada T en 1943 (navire allemand) ;
- le Leipzig Vorpostenboot en 1944 (navire allemand) ;
- le Dominique Vorpostenboot en 1944 (navire allemand).

Des avions anglais et américains se sont aussi abîmés en mer au large de Bertheaume en 1943 et 1944.

## Valorisation du site
Depuis leur rachat en 1990 par la commune de Plougonvelin, le fort et la partie continentale ont fait l'objet de fouilles archéologiques et d'une réhabilitation pour rendre le site visitable. Un problème majeur a été celui de la passerelle, qui a dû être reconstruite plusieurs fois, après avoir été emportée ou endommagée par les tempêtes hivernales.
La partie continentale accueillant désormais un « théâtre de verdure » (entouré par des alignements de « menhirs » réalisés dans les années 1990 et par des grillages), il s'y déroule des spectacles « sons et lumières » retraçant l'histoire du site ainsi que des concerts.
Depuis 2005, des tyroliennes et un parcours via ferrata ont été mis en place. Ce parcours d'environ 1 h 30 min est proposé par Bertheaume Iroise Aventure.
Depuis 2016, durant le premier weekend d'août, le Festival Visions investit la partie continentale du site.

## Ouvrage lié au Fort de Bertheaume
- Tempête sur Brest, tome 3 de la série de bande dessinée L'Épervier de Patrice Pellerin aux éditions Dupuis Collection Repérages, 1997

## Iconographie
- Eugène Isabey, Le fort de Bertheaume, tableau conservé à la Fondation Custodia, Paris[4].